# Логанспорт (Луизијана)
Логанспорт (енгл. Logansport) град је у америчкој савезној држави Луизијана.

## Демографија
По попису из 2010. године број становника је 1.555, што је 75 (-4,6%) становника мање него 2000. године.
| Група             | 2000.       | 2010.       |
| Белци             | 924 (56,7%) | 808 (52,0%) |
| Афроамериканци    | 671 (41,2%) | 658 (42,3%) |
| Азијати           | 4 (0,2%)    | 2 (0,1%)    |
| Хиспаноамериканци | 18 (1,1%)   | 52 (3,3%)   |
| Укупно            | 1.630       | 1.555       |